# Championnats du monde juniors de patinage artistique 2002
Navigation
Édition précédente Édition suivante
Les Championnats du monde juniors de patinage artistique 2002 ont lieu du 3 au 10 mars 2002 à l'amphithéâtre olympique d'Hamar en Norvège.

## Qualifications
Les patineurs sont éligibles à l'épreuve s'ils représentent une nation membre de l'Union internationale de patinage (International Skating Union en anglais) et s'ils ont atteint l'âge de 13 ans et pas encore 19 ans avant le 1er juillet 2001, sauf pour les messieurs qui participent au patinage en couple et à la danse sur glace où l'âge maximum est de 21 ans. Les fédérations nationales sélectionnent leurs patineurs en fonction de leurs propres critères.
Sur la base des résultats des championnats du monde juniors 2001, l'Union internationale de patinage autorise chaque pays à avoir de une à trois inscriptions par discipline.
| Nombre d'inscriptions                                             | Messieurs                                     | Dames                             | Couples                        | Danse sur glace                                     |
| ----------------------------------------------------------------- | --------------------------------------------- | --------------------------------- | ------------------------------ | --------------------------------------------------- |
| 3                                                                 | France États-Unis                             | Japon Russie États-Unis           | Chine Russie États-Unis        | Russie Ukraine                                      |
| 2                                                                 | Canada Chine Italie Royaume-Uni Russie Suisse | Allemagne Canada Finlande Hongrie | Allemagne Canada Japon Ukraine | Allemagne Canada France Hongrie Tchéquie États-Unis |
| Si non répertorié ci-dessus, une seule inscription est autorisée. |                                               |                                   |                                |                                                     |

Pour la dixième année, l'Union internationale de patinage impose une ronde des qualifications pour les catégories individuelles masculine et féminine. Les qualifications sont divisées en deux groupes A et B. Pour ces mondiaux juniors 2002, le top 15 de chaque groupe accède au programme court, puis le top 24 accède au programme libre. Les scores des qualifications comptent pour le score final.
En danse sur glace, la première danse imposée est la valse viennoise et la seconde est le quickstep.

## Podiums
| Épreuves                            | Or                                  | Argent                              | Bronze                                 |
| ----------------------------------- | ----------------------------------- | ----------------------------------- | -------------------------------------- |
| Messieurs résultats détaillés       | Daisuke Takahashi                   | Kevin Van Der Perren                | Stanislav Timchenko                    |
| Dames résultats détaillés           | Ann Patrice McDonough               | Yukari Nakano                       | Miki Ando                              |
| Couples résultats détaillés         | Elena Riabchuk / Stanislav Zakharov | Julia Karbovskaya / Sergei Slavnov  | Ding Yang / Ren Zhongfei               |
| Danse sur glace résultats détaillés | Tanith Belbin / Benjamin Agosto     | Elena Khaliavina / Maksim Chabaline | Elena Romanovskaya / Alexander Grachev |

## Tableau des médailles
| Rang  | Nation     | Or | Argent | Bronze | Total |
| ----- | ---------- | -- | ------ | ------ | ----- |
| 1     | États-Unis | 2  | 0      | 0      | 2     |
| 2     | Russie     | 1  | 2      | 2      | 5     |
| 3     | Japon      | 1  | 1      | 1      | 3     |
| 4     | Belgique   | 0  | 1      | 0      | 1     |
| 5     | Chine      | 0  | 0      | 1      | 1     |
| Total | Total      | 4  | 4      | 4      | 12    |

## Détails des compétitions
Pour la saison 2001/2002, les calculs des points se font selon la méthode suivante :
- chez les Messieurs et les Dames (0.4 point par place pour les qualifications, 0.6 point par place pour le programme court, 1 point par place pour le programme libre)
- chez les Couples artistiques (0.5 point par place pour le programme court, 1 point par place pour le programme libre)
- en danse sur glace (0.4 point par place pour les deux danses imposées, 0.6 point par place pour la danse originale, 1 point par place pour la danse libre)

### Messieurs
| Rang                                        | Nom                  | Nation         | Points | Qualif. B | Qualif. A | Prog. court | Prog. libre |
| ------------------------------------------- | -------------------- | -------------- | ------ | --------- | --------- | ----------- | ----------- |
| 1                                           | Daisuke Takahashi    | Japon          | 3.0    | 1         |           | 1           | 2           |
| 2                                           | Kevin Van Der Perren | Belgique       | 3.6    | 2         |           | 3           | 1           |
| 3                                           | Stanislav Timchenko  | Russie         | 6.2    | 5         |           | 2           | 3           |
| 4                                           | Ma Xiaodong          | Chine          | 7.8    |           | 1         | 4           | 5           |
| 5                                           | Damien Djordjevic    | France         | 8.2    | 3         |           | 5           | 4           |
| 6                                           | Gregor Urbas         | Slovénie       | 13.4   |           | 4         | 8           | 7           |
| 7                                           | Nicholas Young       | Canada         | 13.8   | 6         |           | 9           | 6           |
| 8                                           | Yannick Ponsero      | France         | 15.2   |           | 3         | 10          | 8           |
| 9                                           | Ma Yingdi            | Chine          | 19.6   |           | 6         | 12          | 10          |
| 10                                          | Nicholas LaRoche     | États-Unis     | 19.6   |           | 5         | 6           | 14          |
| 11                                          | Shawn Sawyer         | Canada         | 22.2   | 12        |           | 14          | 9           |
| 12                                          | Ari-Pekka Nurmenkari | Finlande       | 22.6   | 10        |           | 11          | 12          |
| 13                                          | Anton Kovalevski     | Ukraine        | 23.4   | 7         |           | 16          | 11          |
| 14                                          | Andrei Griazev       | Russie         | 24.8   |           | 9         | 7           | 17          |
| 15                                          | Ryan Bradley         | États-Unis     | 25.6   | 4         |           | 15          | 15          |
| 16                                          | Shaun Rogers         | États-Unis     | 27.6   | 8         |           | 19          | 13          |
| 17                                          | Jean-Michel Debay    | France         | 28.8   |           | 2         | 20          | 16          |
| 18                                          | Jamal Othman         | Suisse         | 31.4   | 9         |           | 13          | 20          |
| 19                                          | Andrei Dobrokhodov   | Azerbaïdjan    | 33.4   |           | 7         | 21          | 18          |
| 20                                          | Martin Liebers       | Allemagne      | 34.8   | 14        |           | 17          | 19          |
| 21                                          | Paolo Bacchini       | Italie         | 38.8   |           | 10        | 18          | 24          |
| 22                                          | Tristan Cousins      | Royaume-Uni    | 40.0   |           | 8         | 23          | 23          |
| 23                                          | Maciej Kuś           | Pologne        | 40.2   | 15        |           | 22          | 21          |
| 24                                          | Matthew Wilkinson    | Royaume-Uni    | 41.4   | 11        |           | 25          | 22          |
| Patineurs éliminés après le programme court |                      |                |        |           |           |             |             |
| 25                                          | Sergei Kotov         | Israël         |        | 13        |           | 24          | NC          |
| 26                                          | Bertalan Zakany      | Hongrie        |        |           | 11        | 26          | NC          |
| 27                                          | Niklas Hogner        | Suède          |        |           | 13        | 28          | NC          |
| 28                                          | Ivan Kinčik          | Slovaquie      |        |           | 15        | 27          | NC          |
| 29                                          | Lee Dong-whun        | Corée du Sud   |        |           | 12        | 30          | NC          |
| 30                                          | Michal Matloch       | Tchéquie       |        |           | 14        | 29          | NC          |
| Patineurs éliminés après les qualifications |                      |                |        |           |           |             |             |
| 31                                          | Daniel Harries       | Australie      |        | 16        |           | NC          | NC          |
| 31                                          | Dmitri Malochnikov   | Biélorussie    |        |           | 16        | NC          | NC          |
| 33                                          | Vladimir Belomoin    | Ouzbékistan    |        |           | 17        | NC          | NC          |
| 33                                          | Adrian Matei         | Roumanie       |        | 17        |           | NC          | NC          |
| 35                                          | Alper Uçar           | Turquie        |        |           | 18        | NC          | NC          |
| 35                                          | Benedict Wu          | Taipei chinois |        | 18        |           | NC          | NC          |
| 37                                          | Marc Gironella       | Espagne        |        | 19        |           | NC          | NC          |
| 37                                          | Manuel Segura        | Mexique        |        |           | 19        | NC          | NC          |
| 39                                          | Marc Casal           | Andorre        |        | 20        |           | NC          | NC          |
| 39                                          | Gegham Vardanyan     | Arménie        |        |           | 20        | NC          | NC          |

### Dames
| Rang                                          | Nom                      | Nation         | Points | Qualif. B | Qualif. A | Prog. court | Prog. libre |
| --------------------------------------------- | ------------------------ | -------------- | ------ | --------- | --------- | ----------- | ----------- |
| 1                                             | Ann Patrice McDonough    | États-Unis     | 2.0    | 1         |           | 1           | 1           |
| 2                                             | Yukari Nakano            | Japon          | 4.6    |           | 2         | 3           | 2           |
| 3                                             | Miki Ando                | Japon          | 5.8    |           | 1         | 4           | 3           |
| 4                                             | Beatrisa Liang           | États-Unis     | 10.2   |           | 3         | 5           | 6           |
| 5                                             | Joannie Rochette         | Canada         | 10.6   | 2         |           | 8           | 5           |
| 6                                             | Louann Donovan           | États-Unis     | 11.8   | 3         |           | 11          | 4           |
| 7                                             | Stephanie Zhang          | Australie      | 12.8   | 4         |           | 2           | 10          |
| 8                                             | Lauren Wilson            | Canada         | 14.6   |           | 4         | 10          | 7           |
| 9                                             | Yukina Ota               | Japon          | 15.0   | 6         |           | 6           | 9           |
| 10                                            | Carolina Kostner         | Italie         | 17.4   |           | 10        | 9           | 8           |
| 11                                            | Kristina Oblasova        | Russie         | 20.6   |           | 11        | 7           | 12          |
| 12                                            | Jenna McCorkell          | Royaume-Uni    | 24.2   | 10        |           | 12          | 13          |
| 13                                            | Viktória Pavuk           | Hongrie        | 25.0   |           | 5         | 20          | 11          |
| 14                                            | Åsa Persson              | Suède          | 26.0   | 9         |           | 14          | 14          |
| 15                                            | Roxana Luca              | Roumanie       | 28.0   | 8         |           | 13          | 17          |
| 16                                            | Susanne Stadlmüller      | Allemagne      | 28.6   |           | 9         | 15          | 16          |
| 17                                            | Tatiana Basova           | Russie         | 30.8   | 5         |           | 18          | 18          |
| 18                                            | Kimena Brog-Meier        | Suisse         | 31.2   |           | 6         | 23          | 15          |
| 19                                            | Magdalena Leska          | Pologne        | 35.4   | 13        |           | 17          | 20          |
| 20                                            | Ekaterina Burtseva       | Russie         | 35.4   |           | 7         | 16          | 23          |
| 21                                            | Sara Falotico            | Belgique       | 35.6   |           | 8         | 19          | 21          |
| 22                                            | Svetlana Pilipenko       | Ukraine        | 36.4   |           | 12        | 21          | 19          |
| 23                                            | Sari Hakola              | Finlande       | 38.0   | 7         |           | 22          | 22          |
| 24                                            | Silvia Koncokova         | Slovaquie      | 43.4   | 11        |           | 25          | 24          |
| 25                                            | Madeleine Daleng         | Norvège        | 50.8   |           | 18        | 31          | 25          |
| Patineuses éliminées après le programme court |                          |                |        |           |           |             |             |
| 26                                            | Jubilee-Jenna Mandl      | Autriche       |        |           | 13        | 24          | NC          |
| 27                                            | Jenna-Anne Buys          | Afrique du Sud |        | 14        |           | 26          | NC          |
| 28                                            | Henna Hietala            | Finlande       |        |           | 15        | 27          | NC          |
| 29                                            | Lucie Krausová           | Tchéquie       |        | 12        |           | 29          | NC          |
| 30                                            | Kristina Michailova      | Biélorussie    |        | 15        |           | 28          | NC          |
| 31                                            | Gintarė Vostrecovaitė    | Lituanie       |        |           | 14        | 30          | NC          |
| Patineuses éliminées après les qualifications |                          |                |        |           |           |             |             |
| 32                                            | Lee Sun-bin              | Corée du Sud   |        |           | 16        | NC          | NC          |
| 32                                            | Wang Qingyun             | Chine          |        | 16        |           | NC          | NC          |
| 34                                            | Christiane Berger        | Allemagne      |        |           | 17        | NC          | NC          |
| 34                                            | Martine Zuiderwijk       | Pays-Bas       |        | 17        |           | NC          | NC          |
| 36                                            | Anne-Sophie Calvez       | France         |        | 18        |           | NC          | NC          |
| 37                                            | Diana Y. Chen            | Taipei chinois |        |           | 19        | NC          | NC          |
| 37                                            | Željka Krizmanić         | Croatie        |        | 19        |           | NC          | NC          |
| 39                                            | Teodora Poštič           | Slovénie       |        |           | 20        | NC          | NC          |
| 39                                            | Sonia Radeva             | Bulgarie       |        | 20        |           | NC          | NC          |
| 41                                            | Kristiina Daub           | Estonie        |        |           | 21        | NC          | NC          |
| 41                                            | Bianka Padar             | Hongrie        |        | 21        |           | NC          | NC          |
| 43                                            | Melissandre Fuentes      | Andorre        |        | 22        |           | NC          | NC          |
| 43                                            | Maria Mastrogiannopoulou | Grèce          |        |           | 22        | NC          | NC          |
| 45                                            | Rebeca Garcia            | Espagne        |        |           | 23        | NC          | NC          |
| 45                                            | Ksenia Jastsenjski       | RF Yougoslavie |        | 23        |           | NC          | NC          |
| 47                                            | Salur Duygu              | Turquie        |        |           | 24        | NC          | NC          |
| 47                                            | Helena Garcia            | Mexique        |        | 24        |           | NC          | NC          |

### Couples
| Rang | Nom                                      | Nation     | Points | Prog. court | Prog. libre |
| ---- | ---------------------------------------- | ---------- | ------ | ----------- | ----------- |
| 1    | Elena Riabchuk / Stanislav Zakharov      | Russie     | 2.0    | 2           | 1           |
| 2    | Julia Karbovskaya / Sergei Slavnov       | Russie     | 2.5    | 1           | 2           |
| 3    | Ding Yang / Ren Zhongfei                 | Chine      | 4.5    | 3           | 3           |
| 4    | Maria Mukhortova / Pavel Lebedev         | Russie     | 6.5    | 5           | 4           |
| 5    | Carla Montgomery / Ryan Arnold           | Canada     | 7.0    | 4           | 5           |
| 6    | Tiffany Vise / Laureano Ibarra           | États-Unis | 10.0   | 6           | 7           |
| 7    | Tiffany Stiegler / Johnnie Stiegler      | États-Unis | 12.5   | 13          | 6           |
| 8    | Julia Beloglazova / Andrei Bekh          | Ukraine    | 12.5   | 9           | 8           |
| 9    | Johanna Purdy / Kevin Maguire            | Canada     | 13.0   | 8           | 9           |
| 10   | Tatiana Volosozhar / Petro Kharchenko    | Ukraine    | 14.5   | 7           | 11          |
| 11   | Veronika Havlíčková / Karel Štefl        | Tchéquie   | 15.5   | 11          | 10          |
| 12   | Colette Appel / Lee Harris               | États-Unis | 17.0   | 10          | 12          |
| 13   | Diana Rennik / Aleksei Saks              | Estonie    | 20.0   | 14          | 13          |
| 14   | Dominika Piątkowska / Alexandr Levintsov | Pologne    | 20.0   | 12          | 14          |

### Danse sur glace
| Rang                                               | Nom                                      | Nation       | Points | Danse imposée 1 | Danse imposée 2 | Danse originale | Danse libre |
| -------------------------------------------------- | ---------------------------------------- | ------------ | ------ | --------------- | --------------- | --------------- | ----------- |
| 1                                                  | Tanith Belbin / Benjamin Agosto          | États-Unis   | 2.0    | 1               | 1               | 1               | 1           |
| 2                                                  | Elena Khaliavina / Maksim Chabaline      | Russie       | 4.0    | 2               | 2               | 2               | 2           |
| 3                                                  | Elena Romanovskaya / Alexander Grachev   | Russie       | 6.0    | 3               | 3               | 3               | 3           |
| 4                                                  | Miriam Steinel / Vladimir Tsvetkov       | Allemagne    | 8.0    | 4               | 4               | 4               | 4           |
| 5                                                  | Nóra Hoffmann / Attila Elek              | Hongrie      | 10.8   | 6               | 5               | 6               | 5           |
| 6                                                  | Nathalie Péchalat / Fabian Bourzat       | France       | 11.8   | 7               | 7               | 5               | 6           |
| 7                                                  | Oksana Domnina / Maxim Bolotin           | Russie       | 13.4   | 5               | 6               | 7               | 7           |
| 8                                                  | Anna Zadorozhniuk / Sergei Verbilo       | Ukraine      | 16.4   | 9               | 9               | 8               | 8           |
| 9                                                  | Mariana Kozlova / Sergei Baranov         | Ukraine      | 17.6   | 8               | 8               | 9               | 9           |
| 10                                                 | Alessia Aureli / Andrea Vaturi           | Italie       | 21.2   | 12              | 11              | 11              | 10          |
| 11                                                 | Christina Beier / William Beier          | Allemagne    | 22.0   | 10              | 10              | 10              | 12          |
| 12                                                 | Loren Galler-Rabinowitz / David Mitchell | États-Unis   | 23.2   | 13              | 12              | 12              | 11          |
| 13                                                 | Myriam Trividic / Yann Abback            | France       | 26.4   | 11              | 14              | 14              | 13          |
| 14                                                 | Mylène Girard / Brian Innes              | Canada       | 27.2   | 14              | 13              | 13              | 14          |
| 15                                                 | Agata Rosłońska / Michał Tomaszewski     | Pologne      | 30.0   | 15              | 15              | 15              | 15          |
| 16                                                 | Lauren Flynn / Leif Gislason             | Canada       | 33.0   | 20              | 17              | 16              | 16          |
| 17                                                 | Tatiana Siniaver / Tornike Tukvadze      | Géorgie      | 35.8   | 18              | 19              | 19              | 17          |
| 18                                                 | Julia Grigorenko / Alexander Shakalov    | Ukraine      | 35.8   | 17              | 18              | 18              | 18          |
| 19                                                 | Alexandra Zaretski / Roman Zaretski      | Israël       | 37.0   | 19              | 20              | 17              | 19          |
| 20                                                 | Lucie Kadlcakova / Hynek Bilek           | Tchéquie     | 38.4   | 16              | 16              | 20              | 20          |
| 21                                                 | Marina Timofeieva / Evgeni Striganov     | Estonie      | 43.4   | 22              | 22              | 21              | 22          |
| 22                                                 | Candice Towler-Green / James Phillipson  | Royaume-Uni  | 44.4   | 25              | 23              | 23              | 21          |
| 23                                                 | Petra Pachlova / Petr Knoth              | Tchéquie     | 44.6   | 21              | 21              | 22              | 23          |
| 24                                                 | Daniela Keller / Fabian Keller           | Suisse       | 48.0   | 24              | 24              | 24              | 24          |
| Couples de danse éliminés après la danse originale |                                          |              |        |                 |                 |                 |             |
| 25                                                 | Petra Nemethi / Daniel Gal               | Hongrie      |        | 23              | 25              | 26              | NC          |
| 26                                                 | Julia Klochko / Ramil Sarkulov           | Ouzbékistan  |        | 26              | 26              | 25              | NC          |
| 27                                                 | Kim Hye-min / Kim Min-woo                | Corée du Sud |        | 27              | 27              | 27              | NC          |